# Canti di Castelvecchio
I Canti di Castelvecchio sono una raccolta pascoliana del 1903: il titolo pare voglia creare un collegamento con i Canti leopardiani, suggerendo così, secondo l'interpretazione di Giuseppe Nava, l'ambizione ad una poesia più elevata.
Castelvecchio è una frazione di Barga, nella valle del Serchio (mediavalle), in provincia di Lucca, dove Pascoli aveva acquistato una casa in cui soggiornò molto a lungo, dedicandosi alla poesia e agli studi di letteratura classica (sono famose, e tuttora visibili, le tre scrivanie per lavorare nelle tre lingue, italiano, latino, greco). Qui gli parve di aver finalmente ricostituito il "nido" distrutto di San Mauro
I Canti di Castelvecchio sono fitti di richiami autobiografici e di rappresentazioni della vita in campagna. L'epigrafe iniziale è la medesima di Myricae, dalla quarta bucolica di Virgilio: «Arbusta iuvant humilesque myricae» ("Piacciono gli arbusti e le umili tamerici"; ma Pascoli traduce myricae con "cesti" o "stipe"). In tal modo, Pascoli recupera il legame con la raccolta precedente e la poetica del "fanciullino", accentuandone però la valenza simbolica.
I Canti di Castelvecchio si rivelano inoltre una raccolta interessante per l'uso esteso del linguaggio fonosimbolico, ma soprattutto post-simbolico: abbondano infatti i termini tecnici e gergali tipici della Garfagnana.

## Elenco delle poesie contenute nella raccolta

Pascoli a Castelvecchio

1. La Poesia
2. La partenza del boscaiolo
3. L'uccellino del freddo
4. Il compagno dei taglialegna
5. The hammerless gun
6. Nebbia
7. I due girovaghi
8. Il brivido
9. L'or di notte
10. Notte d'Inverno
11. Le ciaramelle
12. Per sempre!
13. La nonna
14. La canzone della granata
15. La voce
16. Il sole e la lucerna
17. Il ciocco, Canto primo
18. Il ciocco, Canto secondo
19. La tovaglia
20. La squilletta di Caprona
21. Il primo cantore
22. La capinera
23. Foglie morte
24. Canzone di marzo
25. Valentino
26. Il croco
27. Fanciullo mendico
28. La vite
29. Il sonnellino
30. La bicicletta
31. Il ritorno delle bestie
32. La figlia maggiore
33. L'usignolo e i suoi rivali
34. Il fringuello cieco
35. La canzone dell'Ulivo
36. Passeri a sera
37. Il gelsomino notturno
38. Il Poeta solitario
39. La guazza
40. Primo canto
41. La canzone del girarrosto
42. L'ora di Barga
43. Il Viatico
44. L'imbrunire
45. La fonte di Castelvecchio
46. Temporale
47. La mia sera
48. In viaggio
49. Maria
50. La mia malattia
51. Un ricordo
52. Il nido di "farlotti"
53. Il sogno della vergine
54. Il mendico
55. Ov'è
56. La servetta di monte
57. Addio!
58. Il ritratto
59. La cavalla storna
60. In Ritardo